# Synchysidendron
Synchysidendron DiMichele et Bateman, 1993, es un género de Lycophyta de porte arbóreo conocido a partir de sus restos fósiles de finales del periodo Carbonífero. Las especies de este género se desarrollaban en zonas pantanosas y aunque no era tan abundante como otras especies del orden Lepidodendrales parece que su ecología oportunista le permitía ocupar tempranamente zonas deforestadas.
Morfológicamente los representantes de Synchysidendron estaban formados por un gran tronco principal con una amplia copa en su ápice formada por ramificaciones isótomas, micrófilos y estróbilos y un extenso sistema radicular de tipo Stigmaria en su base. Los principales caracteres de los fósiles de este género son su cilindro vascular y las impresiones romboidales de las cicatrices que poseía en la superficie de su tronco, ramas y raíces formadas tras la abscisión de los micrófilos.

## Morfología
Los restos fósiles conocidos hasta el momento de las especies correspondientes a Synchysidendron muestran un vegetal de porte arbóreo que debe superar los 15 metros de altura. Morfológicamente poseen un grueso tronco sin ramificar con un complejo cilindro vascular formado por una estela medulada salvo en la base del tronco y el extremo de las ramificaciones. En la estela se aprecia un protoxilema de maduración exarca con un grueso cilindro de parénquima. En la zona más externa aparece un córtex trizonal formado por una zona interna compacta con células gruesas, una zona media con células de paredes delgadas y una zona externa formada por células elongadas y de paredes delgadas alrededor de las trazas foliares.
La corteza externa de Synchysidendron aparece marcada por cicatrices foliares similares a las que posee todo el orden Lepidodendrales. Estas cicatrices se forman tras la abscisión de los micrófilos insertados helicoidalmente en el tallo y ramificaciones. Las cicatrices de este género son más parecidas a las del género Lepidodendron que a las del que parece ser su pariente más cercano Diaphorodendron. Así estas cicatrices son protuberantes, con la componente vertical predominante en las cicatrices de mayor tamaño pero isodiamétricas en las más pequeñas. En el centro de las cicatrices aparecen unas trazas foliares con forma de media luna que emergen en ángulo recto y en su zona superior se muestra una cicatriz oval correspondiente a la lígula.
Como todos los representantes de Lepidodendrales estos vegetales tienen crecimiento determinado, esto es que alcanzan un tamaño máximo de tronco a partir del cual comienzan a ramificar, producen sus estructuras reproductivas y mueren. La corona terminal de Synchysidendron no era tan amplia como la de otros coetáneos y estaba formada por una serie de ramificaciones isótomas no dicótomas cubiertas por micrófilos al menos en sus partes apicales.
En el extremo de unas pequeñas ramificaciones anisótomas, o pedúnculo, aparecen las estructuras portadoras de esporofilos, los estróbilos. Estos pedúnculos, a juzgar por la ausencia de xilema secundario de las ramificaciones mayores donde se encuentran, deben encontrarse en las zonas más terminales del vegetal. Los estróbilos péndulos se corresponden con la especie Achlamydocarpon varius y son monosporangiados produciendo megasporas correspondientes a la palinoespecie Cystosporities varius y microesporas de la palinoespecie Granisporities varius.
Aunque los restos fósiles conocidos no presentan un sistema radicular se ha deducido que este debe ser del tipo Stigmaria, a juzgar por las características de su cilindro vascular. De este modo la base del tallo ramificaría dicótomamente las dos primeras veces muy cercanas en el tiempo para formar cuatro raíces principales y luego seguiría ramificando para ampliar el soporte del vegetal al suelo. Las raíces y probablemente la base del tallo aparecen cubiertas por estructuras similares a los micrófilos que, como estos, se perdían con la madurez dejando características cicatrices.

## Hábitat y ecología
Con base en la escasa representación de este género en el registro fósil de los pantanos del periodo Carbonífero (entre un 5 y un 10%), especialmente en comparación con Lepidodendron o Diaphorodendron, se supone que sus representantes no formaban parte de la vegetación dominante de este ecosistema. Sin embargo Synchysidendron sí es localmente abundante en registros con una gran biodiversidad de licópsidas arbóreas. Estas áreas de mayor diversidad se han interpretado como zonas recién colonizadas por la vegetación después de algún acontecimiento de turbación y deforestación. De este modo se deduce que era un género oportunista que se desarrollaba allí donde el bosque dominante de Lepidodendron y Lyginopteris había desaparecido y hasta que este volviera a aparecer.